# Rønhede Plantage
Rønhede Plantage er en plantage på 101 ha beliggende syd for Bedsted i Thisted Kommune i Thy. Tilplantningen af de tidligere lyngdækkede arealer blev påbegyndt i 1900 med opkøb og tilplantning af arealer fra de omkringliggende gårde, dengang omkring 85 ha, som er blevet udvidet ad flere gange. Der har været en planteskole i plantagen, men den blev nedlagt først i 1990'erne. 
Rønhede plantage ligger i et istidslandskab præget af mange dødishuller, der ses som små afløbsløse lavninger, hvoraf mange er vandfyldte.
Plantagens højeste punkt er den 36 meter høje Stevnshøj hvorfra der er et jævnt fald i alle retninger til omkring 25 m.
Plantagen fremstår er en meget varieret skov med  et stort islæt af løvtræ, især i kanterne. De centrale dele af plantagen er præget af ædelgran og sitkagran. Der er igennem årene plantet en del arealer med nordmanns- og nobilisgran bl.a. de tidligere planteskolearealer.
En stor del af plantagen er forynget i årene efter stormfaldet i 1981.
Ved Søndergårds Dam er der en bål- og grillplads der blev etableret i 1998 og en naturlegeplads  fra 2001 samt en indhegnet hundeskov på 4,5 ha, der ligger i den nordlige ende.

## Gravhøje
Rønhede plantage rummer en del bronzealderhøje. Af dem vi i dag har kendskab til, er der 13 høje, der er fredet, mens 8 andre er sløjfet. De mest markante er Store- og Lille Stevnshøj, Saavs Daas, Nørrehøj og Myrehøj. Plantagens højeste punkt, Store Stevnshøj, har en diameter på 30 meter og en højde på 6 meter og er således en af de største rundhøje. Langhøjen Saavs Daas er 45 m lang, 12 m  bred og 2,5 m i højden. Områderne med gravhøjene holdes fri for trævækst.